# Эффи (город)
Эффи (англ. Effie) — город в округе Айтаска штата Миннесота (США). По данным переписи за 2010 год в городе проживало 123 человека.

## Географическое положение

Эффи на карте округа Айтаска

По данным Бюро переписи населения США город имеет общую площадь в 9,43 км².
Через город проходят  Дорога 1 штата Миннесота и  Дорога 38 штата Миннесота.

## История
Почтовый офис был открыт в 1903 году. Город бы назван в честь Эффи Вено, дочери первого почтальона.

## Население
В 2010 году на территории города проживало 123 человека (из них 51,2 % мужчин и 48,8 % женщин), насчитывалось 48 домашних хозяйств и 29 семей. На территории города было расположено 68 построек со средней плотностью 6,6 построек на один квадратный километр суши. Расовый состав: белые — 95,9 %, афроамериканцы — 0,8 %.
Население города по возрастному диапазону по данным переписи 2010 года распределилось следующим образом: 31,7 % — жители младше 21 года, 53,7 % — от 21 до 65 лет и 14,6 % — в возрасте 65 лет и старше. Средний возраст населения — 32,8 лет. На каждые 100 женщин в Эффи приходилось 105,0 мужчин, при этом на 100 совершеннолетних женщин приходилось уже 114,3 мужчин сопоставимого возраста.
Из 48 домашних хозяйств 60,4 % представляли собой семьи: 47,9 % совместно проживающих супружеских пар (20,8 % с детьми младше 18 лет); 8,3 % — женщины, проживающие без мужей, 4,2 % — мужчины, проживающие без жён. 39,6 % не имели семьи. В среднем домашнее хозяйство ведут 2,56 человека, а средний размер семьи — 3,24 человека. В одиночестве проживали 31,3 % населения, 12,5 % составляли одинокие пожилые люди (старше 65 лет).
В 2015 году из 68 человек старше 16 лет имели работу 42. В 2014 году средний доход на семью оценивался в 49 821 $, на домашнее хозяйство — в 48 750 $. Доход на душу населения — 18 818 $ в год.